# Landesschule Pforta
Die Landesschule Pforta ist ein Internatsgymnasium zur Förderung Hochbegabter. Sie besteht seit 1543 und ist eine der ältesten Bildungseinrichtungen in Mitteldeutschland. Die Schule nutzt seit ihrer Gründung Gelände und Gebäude der einstigen Zisterzienserabtei Pforta in Schulpforte, einem Ortsteil von Naumburg im Burgenlandkreis in Sachsen-Anhalt. Die Schüler haben die Möglichkeit, in den Bereichen Musik, Naturwissenschaften oder Sprachen eine spezielle Förderung zu erhalten. 
Die Schule ist eine der drei Fürstenschulen, die im Jahr 1543 bzw. 1550 von Herzog Moritz von Sachsen nach der Umwandlung von Klöstern gegründet wurden. Diese Schulen sind die ältesten staatlichen Schulen in Deutschland.
Von 1543 bis 2018 haben (laut Immatrikulationsbuch) 21.291 Schüler die Landesschule Pforta besucht. Im Jahr 2018 feierte die Schule ihr 475-jähriges Jubiläum.

## Geschichte

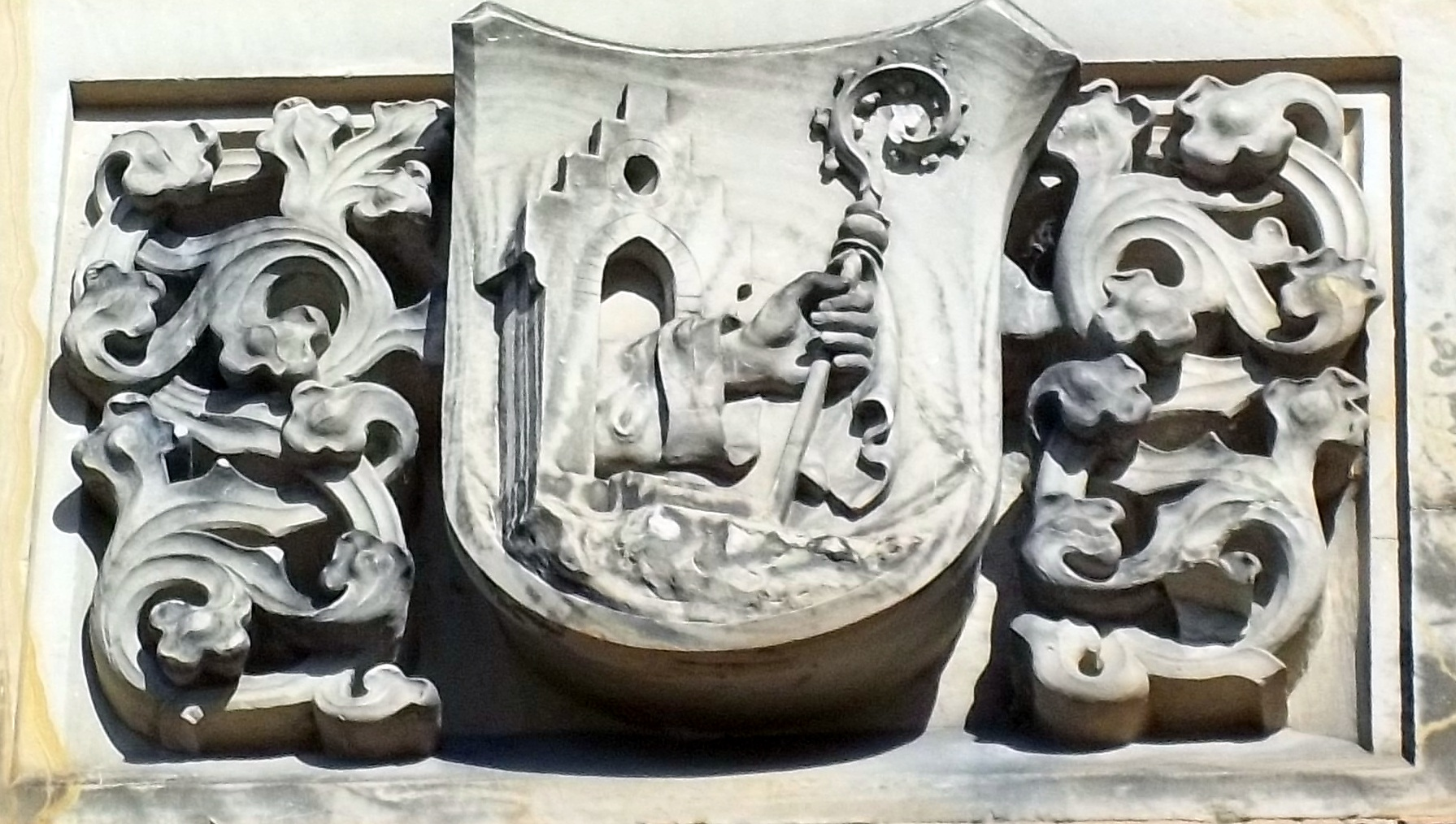
Erker-Relief über der Torhaus-Einfahrt von Schulpforta

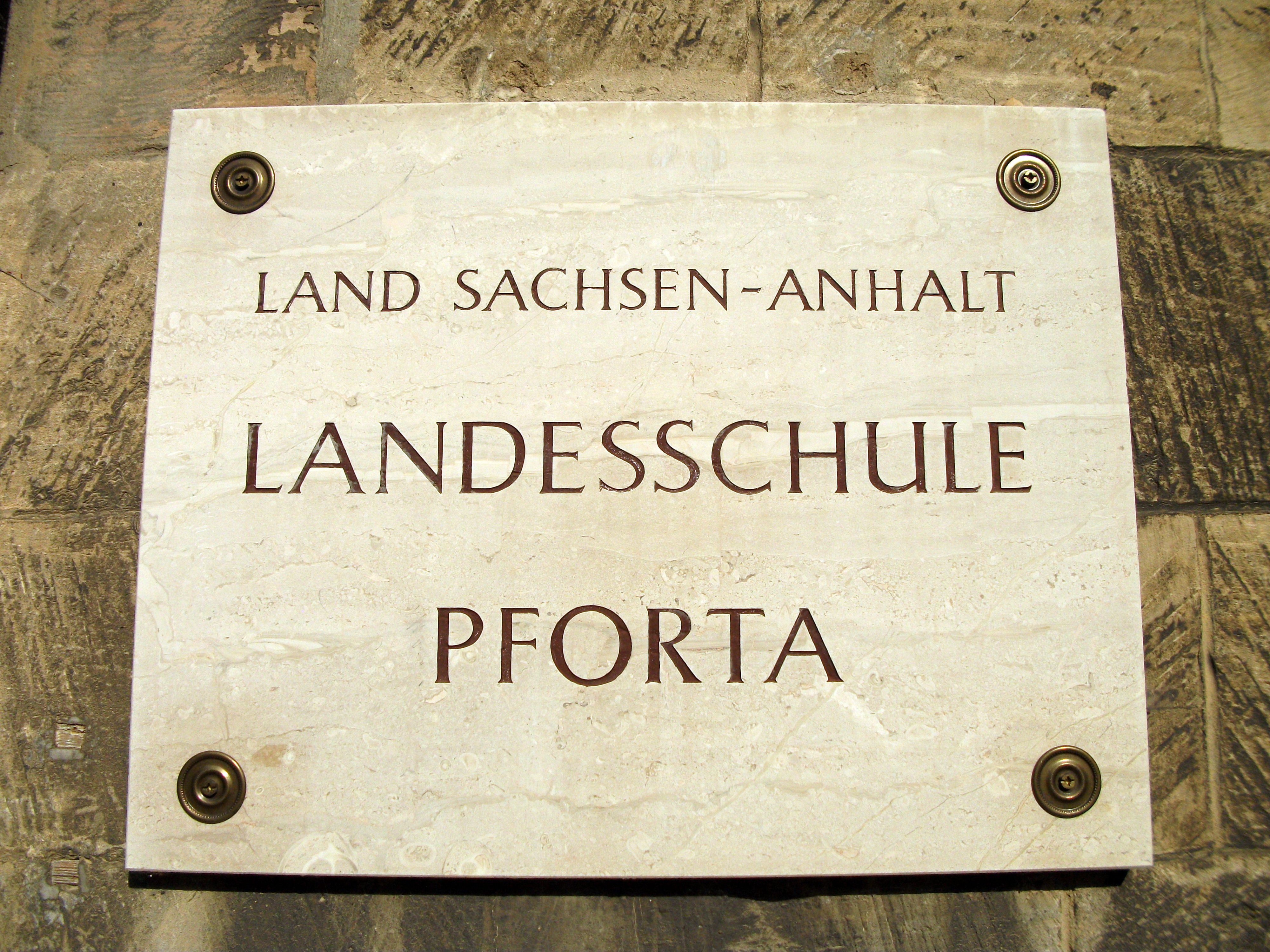
Tafel an der Toreinfahrt zur Landesschule Pforta

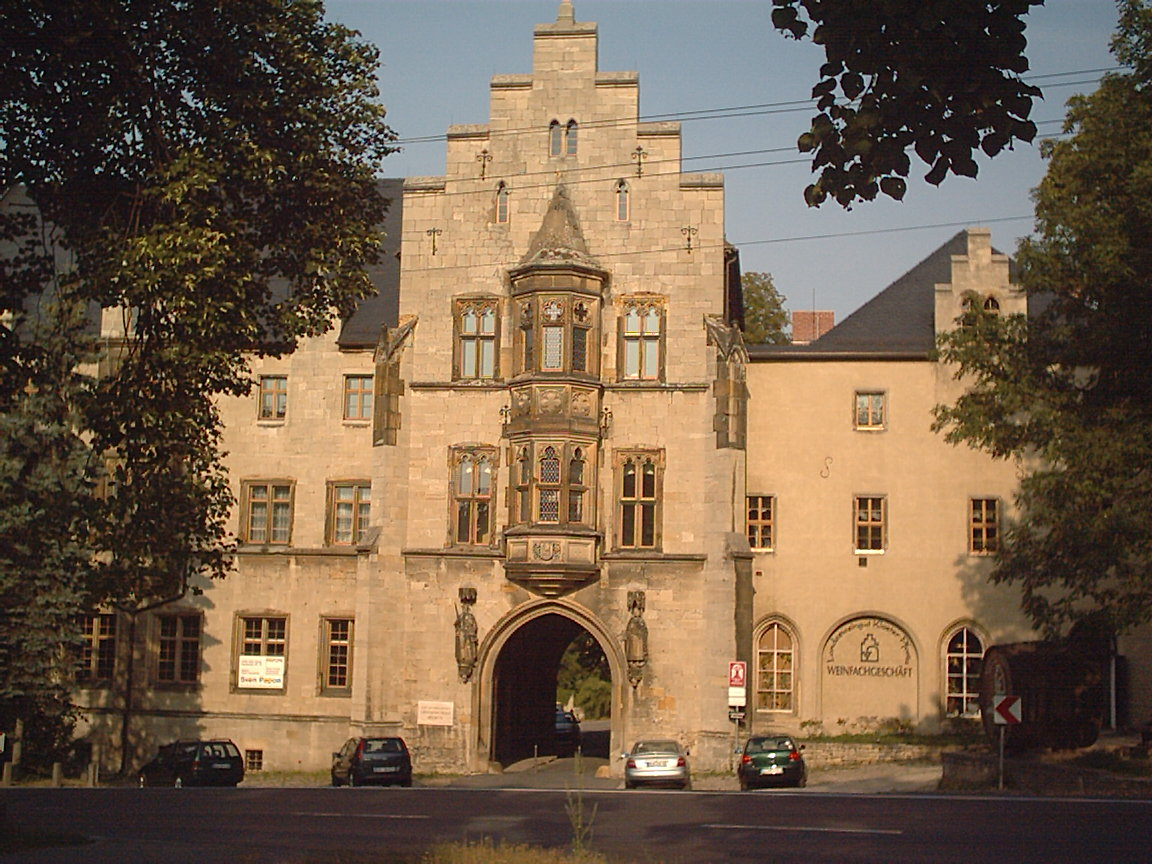
Pforta Torhaus

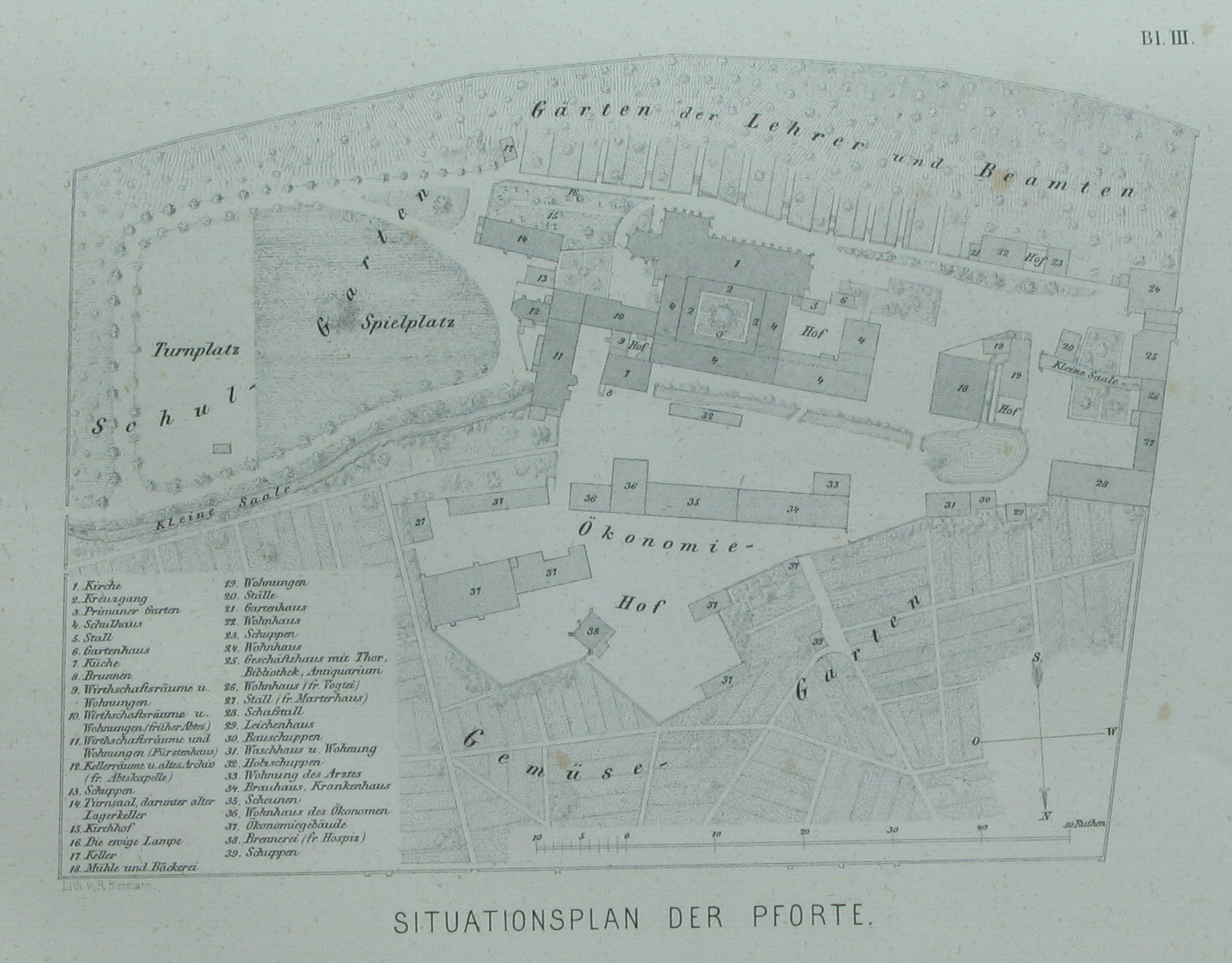
Lageplan der Schul- und Wirtschaftsgebäude von 1868

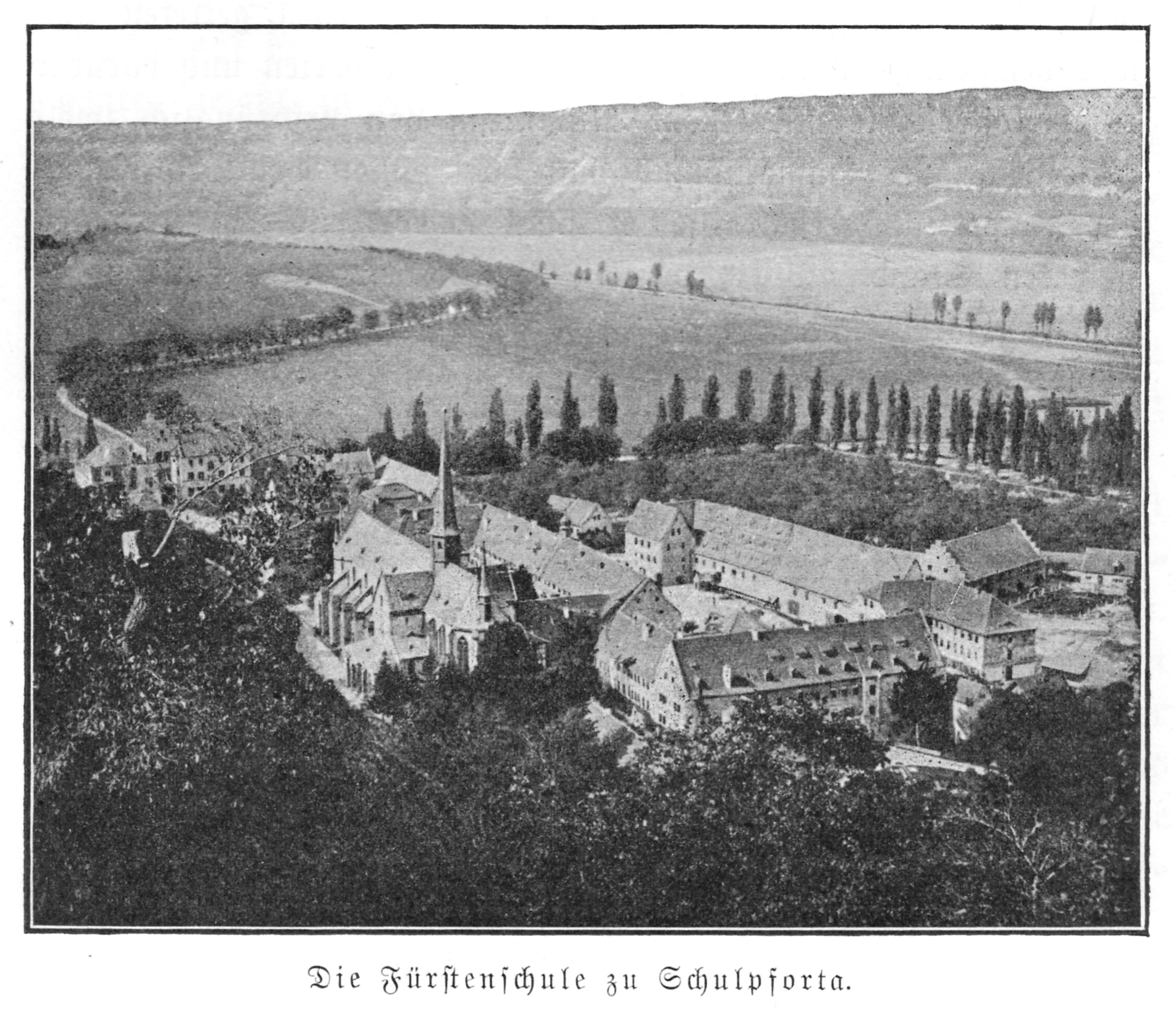
Die Fürstenschule zu Schulpforta

Bischof Udo I. von Naumburg verlegte 1137 das wenige Jahre zuvor in Schmölln gestiftete und mit Mönchen aus dem Kloster Walkenried besetzte Zisterzienser-Kloster an die Saale und gab ihm den Namen Claustrum apud Portam (Kloster an der Pforte) oder Porta Mariae (Marien-Pforte). Die gebräuchlichste lateinische Bezeichnung der Stiftung lautete: Claustrum Sanctae Mariae ad Portam, wörtlich übersetzt Kloster der heiligen Maria an dem Tore. Die Mönche kultivierten das Land um das Kloster und machten es so zu einem der reichsten Klöster Ostthüringens. 1150 wurde die Klosterkirche als romanische Basilika errichtet und von 1251 bis 1320 zur heutigen gotischen Klosterkirche umgebaut.
1209 wurden dem monasterium Cisterciensis ordinis apud Portam, das unter besonderem Schutz der sächsischen Herzöge stand, 27 Orte gehörig genannt mit einer Gesamtanzahl von 163 Hufen, zuzüglich von Waldungen und Wiesen. Später wurde das Kloster durch Erbschaften, Schenkungen und Kauf einer der größten Grundbesitzer im nördlichen Thüringen.
Mit der Reformation ließ Herzog Heinrich der Fromme das Zisterzienserkloster 1540 schließen. Die Klostergüter wurden ab 1543 im „Schulamt Pforta“ zusammengefasst, dessen Amtmann zugleich die Wirtschaftsangelegenheiten der neu gegründeten Landesschule verwaltete.
Nach längeren Verhandlungen über die weitere Nutzung der Gebäude des säkularisierten Klosters gründete Herzog Moritz von Sachsen, ab 1547 Kurfürst, am 21. Mai 1543 Schulpforta als eine von drei Landesschulen für Knaben. Moritz setzte damit einen Rat von Georg von Carlowitz, den dieser ihm 1537 gegeben hatte, in die Tat um: Er erließ am 21. Mai 1543 die „Neue Landesordnung“, mit der im Abschnitt Von dreyen neuen Schulen die dauerhafte Grundlage für die Fürsten- und Landesschulen Pforta (1543) bei Naumburg, St. Afra (1543) in Meißen und – nach dem Veto des Bischofs von Merseburg gegen eine solche Schulgründung in seiner Stadt – St. Augustin (1550) in Grimma geschaffen wurde.
Vom bedeutenden Pädagogen Friedrich Paulsen stammt die viel diskutierte These, die drei sächsischen Fürstenschulen seien seit 1543 die leistungsfähigsten hochschulvorbereitenden Einrichtungen im protestantisch-deutschsprachigen Raum gewesen.
150 Jungen aus allen Schichten erhielten hier eine Hochschulausbildung. Der Besuch war schulgeldfrei. Zur materiellen Absicherung der Schule übertrug Herzog Moritz den ehemaligen Klosterbesitz der Stiftung Schulpforte. Von 1573 bis 1575 wurde die Schule umgebaut und erweitert.
Nach den Napoleonischen Kriegen musste das Königreich Sachsen auf dem Wiener Kongress von 1815 seine Landesteile in Thüringen an Preußen abtreten, darunter auch das Gebiet von Schulpforta. 1850 erfolgte der Bau des Torhauses durch Friedrich August Stüler.
Von der Schulgründung bis Ende des 19. Jahrhunderts hatten Pforta rund 12400 Schüler besucht.
In der Zeit des Nationalsozialismus wurde die Schule 1935 in eine Nationalpolitische Erziehungsanstalt (NPEA, NAPOLA) umgewandelt. Sie diente diesem Zweck bis zur Besetzung durch die Amerikaner. Am 12. April 1945 wurden benachbarte Höhen und das Kloster selber durch amerikanische Artillerie und Panzergranaten beschossen. Der Erker des Portals, das Mühlengebäude und die Krankenanstalt wurden getroffen. Opfer gab es nicht, da die Bewohner in die Luftschutzräume geflüchtet waren.
Nach dem Kriegsende bis 1950 unternahm man zunächst den Versuch, die Schule mit dem Schulsystem der Weimarer Republik weiterzuführen. Durch die Bodenreform in der damaligen Sowjetischen Besatzungszone wurde der Stiftungsbesitz enteignet. Nach der Gründung der DDR wurde die Stiftung Schulpforte 1949 schließlich aufgehoben und die Einrichtung in eine Erweiterte Oberschule umgewandelt, die zur Hochschulreife führte. Gleichzeitig nahm die Schule erstmals Mädchen auf. Von 1958 bis 1990 hatte Schulpforta den Status einer Erweiterten (Heim)-Oberschule mit 360 Internatsplätzen. In den Jahren 1981 und 1982 richtete man Spezialklassen für Musik und Fremdsprachen ein.
Im Jahr 1968 wurde auf Anregung ehemaliger Schüler der Landesschule Pforta die Evangelische Landesschule zur Pforte im westfälischen Meinerzhagen gegründet, die die Tradition der Fürstenschulen zur Zeit der Teilung Deutschlands in Westdeutschland fortführte. Aufnahmebedingung war jeweils eine entsprechende Begabung unabhängig von der Herkunft. Nach Wiedereinrichtung der Landesschule Pforta wurde die Schule Ende der 1990er Jahre geschlossen und das Gebäude 2005 abgerissen.
Nach der deutschen Wiedervereinigung wurde Schulpforta 1990 das Internatsgymnasium Landesschule Pforta in der Trägerschaft des Bundeslandes Sachsen-Anhalt für zirka 400 Schüler. Die Klassen 9 bis 12 werden in den Ausbildungszweigen Sprachen, Musik und Naturwissenschaften unterrichtet, für die eine Aufnahmeprüfung abzulegen ist. Durch die Änderung des Schulgesetzes in Sachsen-Anhalt und nach der damit verbundenen Wiedereinführung des Abiturs nach zwölf Jahren an allen Gymnasien des Landes erreicht man auch an der Landesschule Pforta die allgemeine Hochschulreife nach zwölfjährigem Unterricht. Das Internat, in dem alle Schüler leben, und die damit verbundenen Aufgaben für die Gemeinschaft bestimmen weitgehend den Tagesablauf. Als besonderer Unterricht gelten für die Musikschüler Stimmbildung, Schulpraktisches Musizieren, Chorleitung und Chor, für den Zweig der Naturwissenschaftler Logik, Astronomie, Informatik und ein Jahrespraktikum in der 11. Klasse. Für die Sprachenschüler wird Englisch, Französisch, Russisch, Spanisch, Latein und Altgriechisch angeboten.
1992 erfolgte die Wiedererrichtung der Stiftung Schulpforta als gemeinnützige Stiftung öffentlichen Rechts.
Nachdem Karl Büchsenschütz, langjähriger Rector Portensis, zum Ende des Schuljahres 2005 pensioniert wurde, übernahm Hans-Jörg Däumer, der bisherige Leiter des Gymnasiums Laucha, am 1. August 2005 übergangsweise die Stelle des Rektors der Landesschule. Nach einem bundesweit offenen Bewerbungsverfahren wurde Bernd Westermeyer, bisher stellvertretender Schulleiter des Ökumenischen Domgymnasiums Magdeburg, als Rector Portensis vorgestellt. Er trat sein Amt zum Beginn des Schuljahres 2007/08 an, wurde jedoch bereits zum Schuljahr 2012/13 als Gesamtleiter der Schule Schloss Salem berufen. Sein Amt wurde am 1. Oktober 2012 vom vormaligen stellvertretenden Direktor des Landesgymnasiums für Hochbegabte in Schwäbisch Gmünd, Thomas Schödel, übernommen.

### Zu den historischen Namen
Als sich die Klöster in der Folge der Reformation leerten, stellte sich die Frage, was mit den Gebäuden und dem beträchtlichen Grundbesitz geschehen sollte. Herzog Moritz von Sachsen entschloss sich, in drei dieser Klöster Schulen einzurichten. Damit entstanden Schulen, deren Träger der Landesherr war, also staatliche Schulen.
Daher stammen auch die historischen Namen dieser Schulen – es waren kurfürstliche Schulen, also Fürstenschulen. Zudem waren sie Schulen im bzw. für den Machtbereich des Herrschers, also für das Kurfürstentum, für das Königreich (ab 1806), für den Freistaat Sachsen (ab 1919) – kurzum für das „Land“, woraus sich die Bezeichnung Landesschulen ergab.

### Reformation und die Landesschule
Volker Beyrich verweist im Zusammenhang mit der Luther-Dekade und dem Jubiläum „500 Jahre Reformation“ 2017 darauf, dass die drei Fürstenschulen in Schulpforta, Meißen und Grimma beabsichtigte „stabilisierende Rückwirkungen“ auf die Reformation hatten, wie der Text der Stiftungsurkunde belegt: Die Schulen sollten gegründet werden, „damit es mit der Zeit an Kirchendienern … nicht Mangel gewinne“, das heißt, es sollten rechtzeitig genügend hervorragend ausgebildete Landesschulabgänger für das Theologiestudium zur Verfügung stehen, Absolventen, die später als Pfarrer in evangelisch-lutherischen Gemeinden tätig werden oder höhere kirchliche Ämter ausüben konnten. So studierten nach Beyrichs Recherche beispielsweise von den 25 Knaben, die im Gründungsjahr 1550 in die Schule in Grimma aufgenommen wurden und für die der spätere Beruf bekannt ist, 15 Theologie. Untersuchungen zu 550 Schülern, die von 1701 bis 1750 die Landesschule Grimma besuchten, ergaben, dass mehr als 40 Prozent von ihnen später kirchliche Berufe ausübten – also die relative Mehrheit.
Die Reformation machte die Landesschulen erst möglich – sowohl inhaltlich als auch materiell. Umgekehrt trugen die Landesschulen nach Beyrichs Ansicht „nicht unwesentlich zur Stabilisierung der Reformation und der evangelisch-lutherischen Kirche bei: Sie haben damit auch Anteil an der Stärkung des sächsischen Pfarrhauses, das über die Jahrhunderte nicht nur für den christlichen Glauben und die evangelisch-lutherische Kirche eine große Rolle spielte, sondern für die gesamte kulturelle Entwicklung Sachsens.“

## Internatsleben

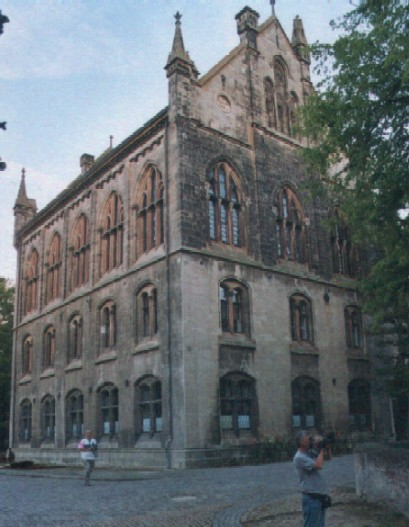
Das alte Schulhaus

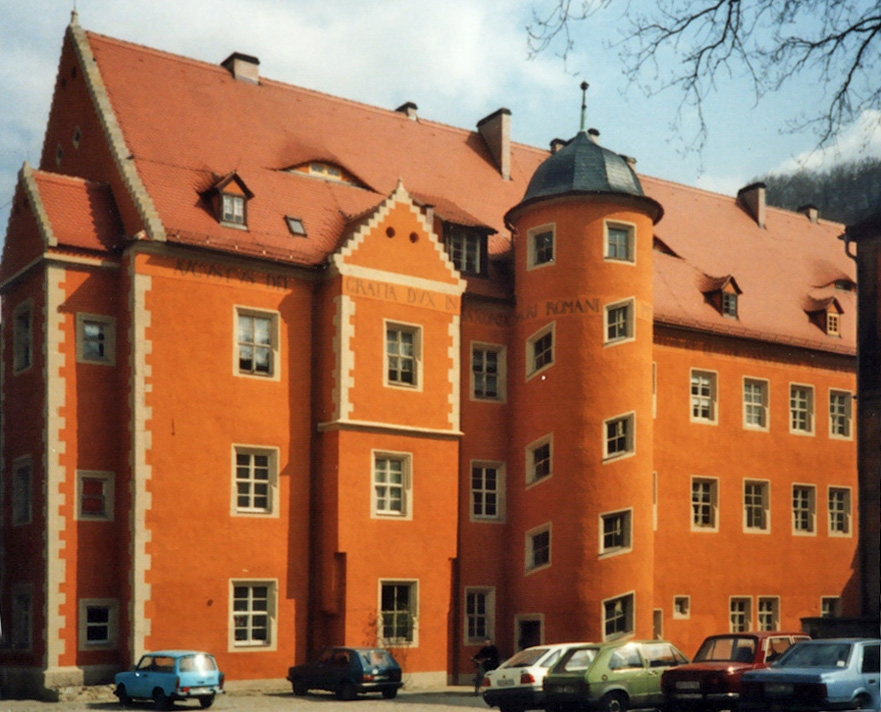
Fürstenhaus in Schulpforte (1573)

### Das Internatsleben heute
Die Schüler übernehmen vom ersten Tag an in Schulpforta Verpflichtungen, wie den Famulus- und Keildienst. Der Famulus sitzt ab dem Silentium, der nachmittäglichen Hausaufgabenzeit, im Eingangsbereich seines Internates. Der Keildienst ist für das Läuten der Keilglocke zuständig, die anstatt einer elektrischen Klingel den Tagesrhythmus, zum Beispiel die Pausen- und Internatszeiten, bestimmt. Regeln und Rechte sind hauptsächlich nach der Klassenstufe verteilt, die Zwölftklässler müssen die Famulus- und Keildienste beispielsweise nicht mehr verrichten. Die Selbstverwaltung der Schüler ist hier stärker ausgeprägt als an anderen staatlichen Schulen.
Zu den Bestandteilen des Internatslebens gehören der Neunerschwoof, eine Art humorvolle traditionelle Einweihungsfeier für die neuen Internatsschüler, und die Taufe an der Klopstockquelle als Aufnahme in die Gemeinschaft der Pfortenser. Im Laufe des Schuljahres gibt es weitere Traditionen wie das Martini-Gänseessen am 11. November, den Lumpenball im November, das Wichteln mit feierlicher Entwichtelung im Advent, den Fasching im Februar und das Schulfest im Mai, bei dem der Schulgeburtstag gebührend gefeiert wird.
Die Schüler sind in den Internaten I–VII und im Fürstenhaus in Ein- bis Vierbettzimmern untergebracht. In den Internaten II und VI wohnen nur Mädchen, in den anderen Häusern wohnen Mädchen und Jungen jeweils auf verschiedenen Fluren. Die Internate I und IV im Klausurgebäude wurden nach Komplettsanierung zum Schuljahr 2016/17 neu eröffnet.

### Das Internatsleben zwischen 18. und frühem 20. Jahrhundert
Die reguläre Unterrichtszeit umfasste zunächst nur etwa die Hälfte der Arbeitszeit der Schüler und wurde immer wieder durch Repetierzeiten oder Arbeitszeiten unterbrochen. Diese bedeuteten, dass sich die Schüler in Gruppen von etwa 10 bis 18 Schülern auf den Stuben aufhielten, wo sie unter Aufsicht eines Primaners (12. oder 13. Klasse) arbeiteten, der in dieser Zeit seinerseits seine persönlichen Arbeiten erledigte. Dabei waren die Schüler noch in Tischgruppen aufgeteilt, bei denen wiederum der Tischälteste für Ruhe zu sorgen hatte.

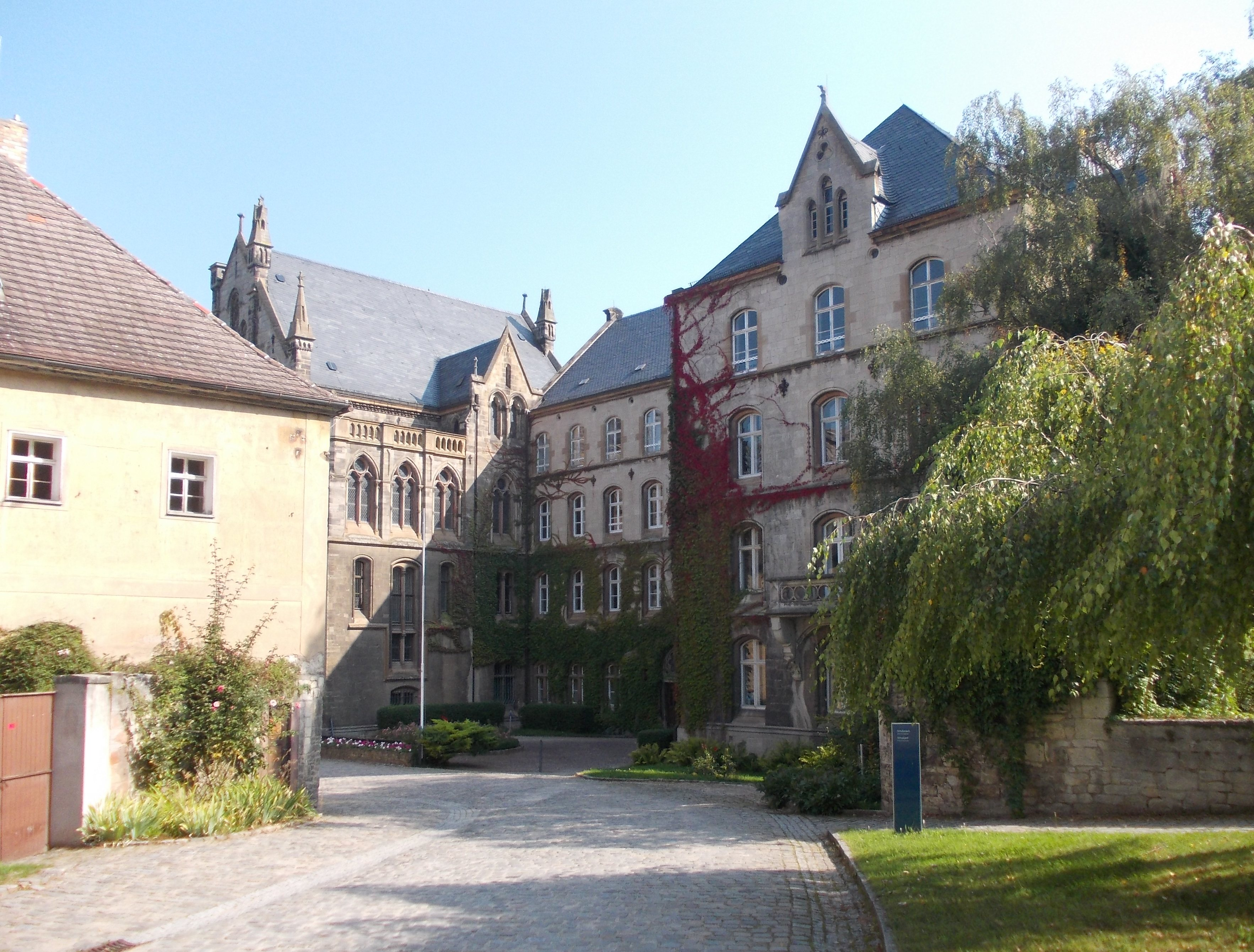
Hauptgebäude der Landesschule Pforta

Unter den Primanern hatten einige als Inspektoren eine zusätzliche Verantwortung bei der Aufsicht in den Schlafsälen (jeweils für eine oder zwei Klassen), beim Mittagessen und in der Freizeit innerhalb der Schule. Diese Inspektoren hatten Strafbefugnis gegenüber allen Schülern bis zur Obersekunda (11. Klasse), auch wenn sie diese gegenüber den „Oberhähnen“ der 11. Klasse im Normalfall nicht wahrnahmen. Schwerere Strafen verhängte die Inspektorenversammlung. Nur bei schwerwiegenden Verstößen wurde der zuständige Lehrer (Hebdomadar) informiert, der solche Fälle auch vor die Lehrerkonferenz (Synode) bringen konnte.
Heute sind an die Stelle der Inspektoren Flur- und Internatssprecher getreten, die Flursprecher kontrollieren jeweils ihren Flur zu Beginn des Silentiums (der Hausaufgabenzeit) und zur Zimmerpflicht (für Neuntklässler 21:00 Uhr, dann immer pro Jahrgang eine Viertelstunde später, bei Zwölfern existiert keine Zimmerpflicht mehr). Essensdienst wird heutzutage gesondert eingeteilt, jeder Schüler ist im Jahr an der Reihe.
Freizeit bedeutete im Normalfall, dass die Schüler das Gebäude zu verlassen und sich (auch bei Minusgraden unter 15 Grad) im Schulgelände aufzuhalten hatten. Das Recht, das Schulgelände zu verlassen, war lange Zeit auch den Primanern nur wenige Stunden in der Woche gestattet: normalerweise drei Stunden beziehungsweise vier Stunden für die, die sich besonders ausgezeichnet hatten. Unter dem Einfluss der Jugendbewegung und der Reformpädagogik wurde die Klausur langsam gelockert. Dies bedeutete, dass auch Schüler der unteren Klassen (8. und 9.) das Schulgelände verlassen durften, allerdings nur ein bis zwei Stunden pro Woche. Heute darf das Schulgelände in der Freizeit jederzeit verlassen werden, allerdings erst, wenn sich der Schüler im Austragsbuch mit Namen, Ziel und Uhrzeit eingetragen hat.

## Sehenswürdigkeiten
Das Gelände der Schule ist am Tage frei zugänglich. Ebenso können die ehemalige Klosterkirche mit Friedhof und der Kreuzgang besichtigt werden.

### Historische Bibliothek
Die um 1570 gegründete Bibliothek der Schule besitzt heute mit 80.000 Titeln einen der umfangreichsten Altbestände unter den Schulbibliotheken Deutschlands. Zu ihrem Bestand zählen Schulprogramme, Literatur zur Schule (einschließlich Handschriften), Werke ehemaliger Pforte-Schüler sowie eine umfangreiche Klopstock-Sammlung.
Darüber hinaus finden sich Dokumente zur Geschichte der Schule, ihrer Lehrer und Schüler seit 1543 auch im Archiv der Fürstenschüler-Stiftung, das in Grimma Dokumente über die drei einstigen sächsischen schwesterlichen Fürstenschulen verwahrt und im Gymnasium St. Augustin beheimatet ist.

### Orgel

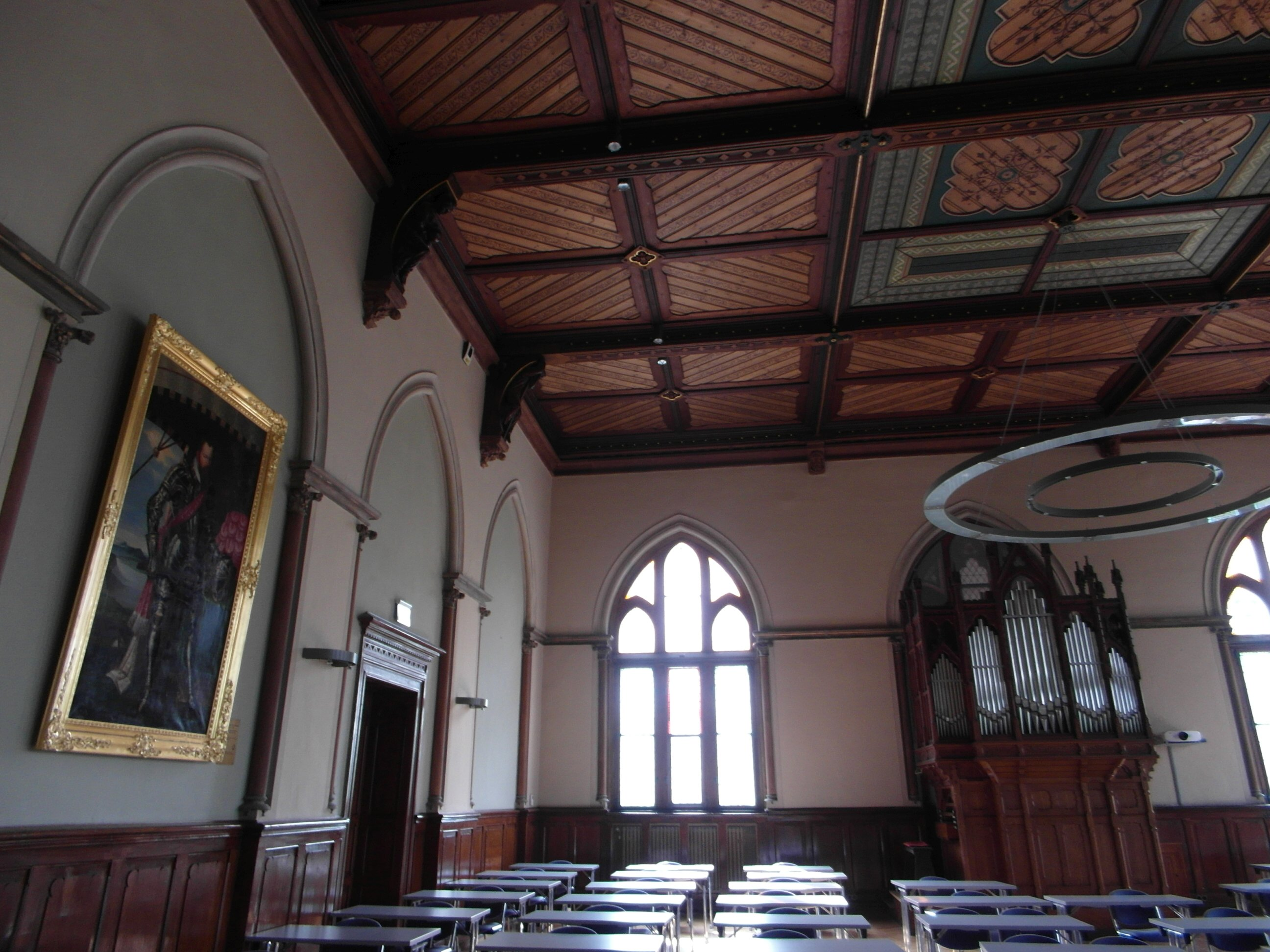
Aula mit Ladegast-Orgel

Die Schule erhielt 1884 eine Orgel von Friedrich Ladegast, einem herausragenden Vertreter des romantischen Orgelbaus. Sein opus 106 umfasst 11 Register auf zwei Manualen und Pedal in einem neugotischen Gehäuse, das vermutlich von Carl Schäfer entworfen wurde. Die ursprüngliche Disposition wurde um 1900 von der Erbauerfirma verändert: Eine zweifache Mixtur (2 2⁄3′ + 2′) aus dem Hauptwerk wurde ausgebaut und dort stattdessen die Gambe 8′ aus dem Hinterwerk eingesetzt. An ihrer Stelle erhielt das Hinterwerk eine Aeoline 8′. Mit der Mixtur verlor die Orgel zwar ihre Fähigkeit zu festlichem Glanz, gewann dafür aber mit der Aeoline ein spätromantisches Pianissimo-Register mit zartem, schimmerndem Klang.
Im Ersten Weltkrieg mussten die Prospektpfeifen (aus den Registern Principal 8′ und 4′) abgegeben werden; sie wurden in den 1920er Jahren durch minderwertige Zinkpfeifen ersetzt. Nach jahrzehntelanger Vernachlässigung und zeitweiliger Einlagerung wurde die Orgel 2005 von der Orgelbau-Werkstatt Rösel & Hercher wieder instand gesetzt. Anstelle der Zinkpfeifen wurde wieder ein Prospekt aus Zinn gebaut. Die Disposition lautet heute:
| I Hauptwerk C–f3 |             |     |
| 1.               | Bordun      | 16′ |
| 2.               | Principal   | 8′  |
| 3.               | Rohrflöte   | 8′  |
| 4.               | Gambe       | 8′  |
| 5.               | Principal   | 4′  |
| 6.               | Flaut minor | 4′  |

| II Hinterwerk C–f3 |         |    |
| 7.                 | Flöte   | 8′ |
| 8.                 | Aeoline | 8′ |
| 9.                 | Salizet | 4′ |

| Pedal C–d1 |        |     |
| 10.        | Subbaß | 16′ |
| 11.        | Cello  | 8′  |

- Koppeln: II/I, I/P
- Traktur: mechanische Kegelladen

### Schulpforta als Drehort

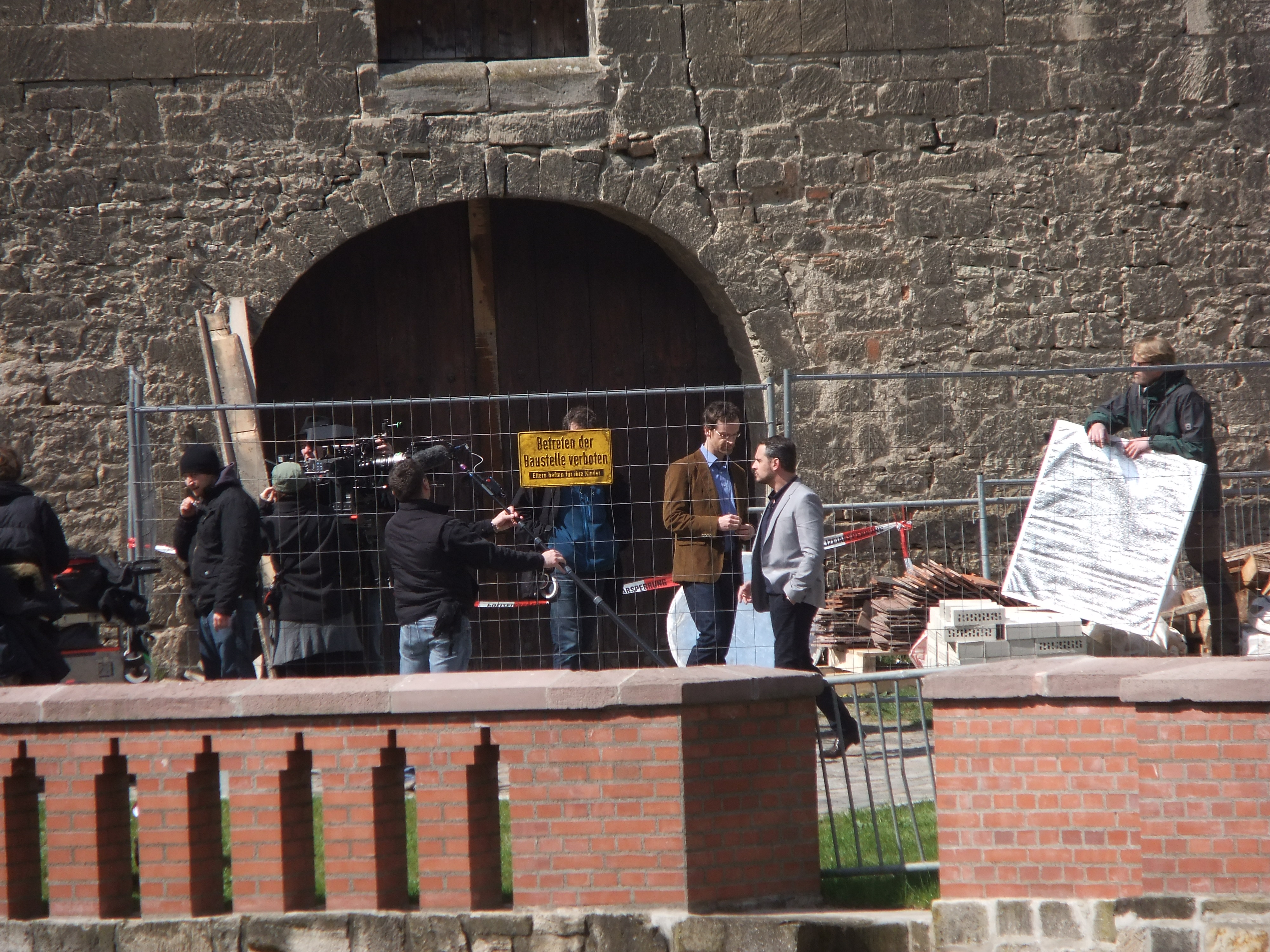
Moritz Bleibtreu und Jörg Hartmann beim Dreh vor der Landesschule Pforta

Die Schule war auch Drehort für verschiedene deutsche Filmproduktionen, zum Beispiel: Die besten Jahre (DEFA 1964/65), SOKO Leipzig – Tod im Internat (ZDF 2001), Trenck – Zwei Herzen gegen die Krone (2002), Das fliegende Klassenzimmer (2003), Bibi Blocksberg und das Geheimnis der blauen Eulen (2004), Die Päpstin (2009), Lasko – Die Faust Gottes (2009), Die sechs Schwäne (2012) und Von einem, der auszog, das Fürchten zu lernen (2014).
Zudem wurde die Folge Die Illuminaten der Krimiserie SCHULD nach Ferdinand von Schirach hier gedreht.

## Personen

### Rektoren
- Johannes Gigas, 1543–1545
- Cyriacus Lindemann, 1546–1548
- Caspar Landsidel, 1549–1550
- Georg Melhorn, 1551
- Paul Vogel, 1552–1553
- Christoph Baldauf, 1554–1579
- Jakob Lindner, 1580–1587
- Bartholomäus Walther, 1588–1591
- Jakob Lindner, 1592–1600
- Justinus Bertuch, 1601–1625
- Franz Kess, 1626–1629
- Elias Ehinger, 1630–1631
- Andreas Kunad, 1632–1637
- Johann Kühn, 1638–1671
- Johann Georg Lorenz, 1672–1689
- Daniel Müller, 1690–1704

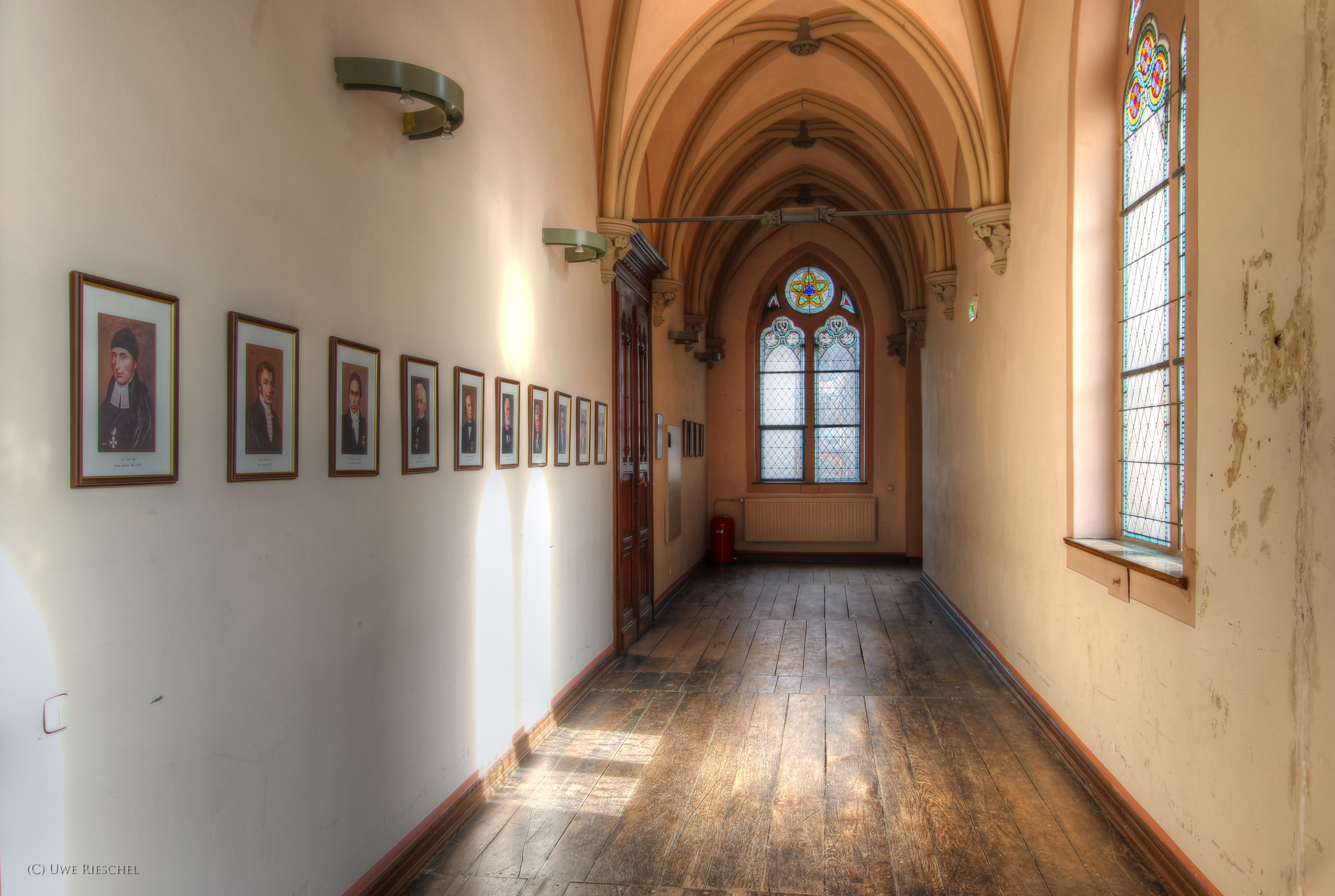
Rektorengalerie

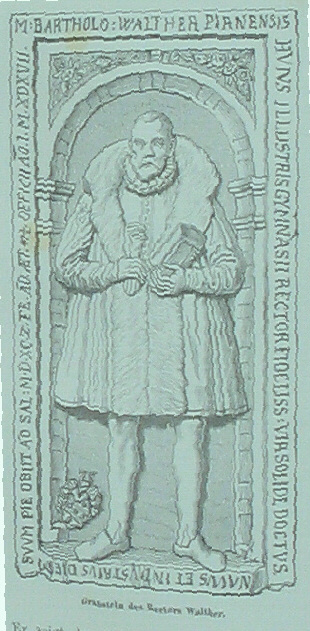
Rektor Walther

- Johann Gottlob Hartmann, 1705–1715
- Johannes David Schreber, 1716–1730
- Friedrich Gotthilf Freytag, 1731–1760
- Christian Gottfried Grabener, 1761–1778
- Johann Gottfried Geißler, 1779–1786
- Friedrich Gottlieb Barth, 1787–1794
- Karl Wilhelm Ernst Heimbach, 1795–1801
- Karl David Ilgen, 1802–1830
- Adolph Gottlob Lange, 1831
- Carl Christian Jacob Kirchner, 1832–1854
- Karl Ludwig Peter, 1855–1872
- Friedrich Ludwig Wilhelm Herbst, 1873–1877
- Diederich Volkmann, 1878–1898
- Christian Muff, 1898–1911
- Heinrich Wilhelm Bruns, 1911–1921
- Karl Friedrich Wilhelm Schmidt, 1922–1927
- Walther Kranz, 1928–1933
- Bruno Joseph August Kranz, 1934
- Adolf Schieffer, 1935–1936
- Kurt Person, 1937–1945
- Robert Pahncke, komm. 1945–1946
- Ernst Habenstein, 1947–1951
- Werner Ostrowitzki, 1952–1954
- Stephan Baar, 1955–1957
- Heinz Reinbothe, 1958–1968
- Gerhard Arnhardt, 1969–1979
- Werner Gaudig, 1980–1986
- Heinz Erhardt, 1987–1989
- Eberhard Horn, 1990–1991
- Karl Büchsenschütz, 1992–2005
- Hans-Jörg Däumer, 2005–2007
- Bernd Westermeyer, 2007–2012
- Thomas Schödel, 2012–2021[24]
- Kathrin Volkmann, 2022–[25]

### Inspektoren und Verwalter
- Ernst Brotuff (1497–um 1565), dritter Verwalter der Schule
- Johann Siegmund von Osterhausen (1613–1679)
- Hans Friedrich von Werthern (1626–1693)

### Bekannte Lehrer
Die Schüler wurden auch durch bedeutende Lehrer unterrichtet wie Sethus Calvisius 1582–1594. Johann Joachim Gottlob am Ende ist wenigstens als Lehrer des Dichters Klopstock bekannt. Der Lehrer und Literaturhistoriker Karl August Koberstein, der von 1820 bis 1870 in Schulpforta unterrichtete, war der Großvater mütterlicherseits von Georg Groddeck und unter anderem Lehrer von Friedrich Nietzsche. Koberstein war gewählter Tagungspräsident der großen Volksversammlung in Kösen im Juli 1848. Weitere Lehrer waren:
- Karl Ernst Abicht
- Erhard Bodenschatz
- Carl Philipp Euler
- Karl Friedrich Andreas Jacobi
- Karl Georg Jacob

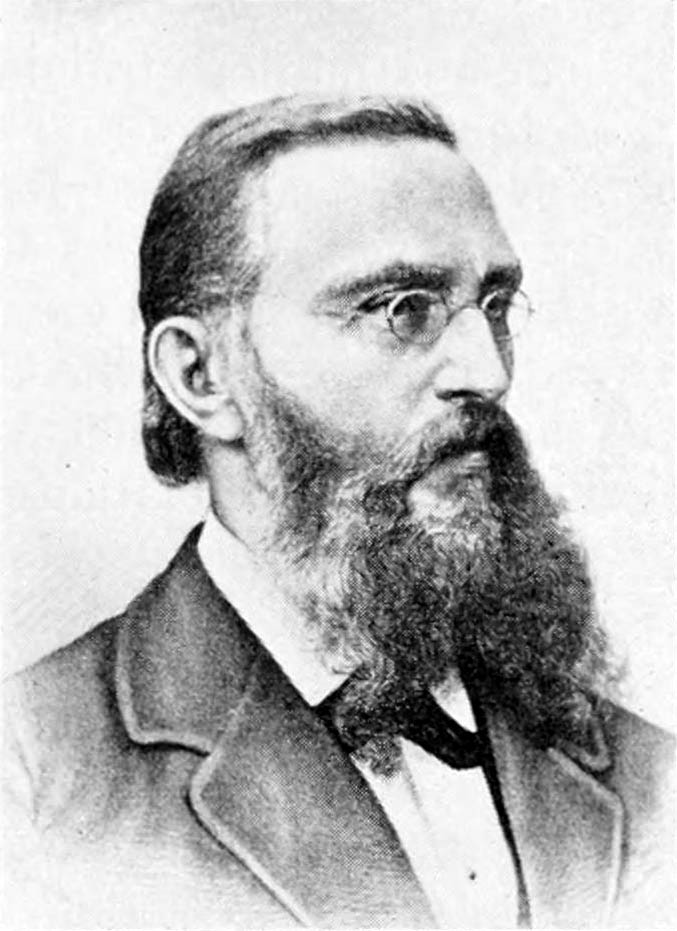
Carl Philipp Euler

- Christian Gottlieb Kluge der Jüngere
- Karl Hermann Pahncke, Geistlicher Inspektor 1900–1912
- Arnold Passow
- Günther Rönnebeck
- Balthasar Sartorius
- Johann Adolf Schlegel
- Karl Heinrich August Steinhart
- Carl Gustav Adolf Siegfried
- Heinrich Stengel
- Wolfgang Hädecke

### Ehemalige Schüler (Auswahl)

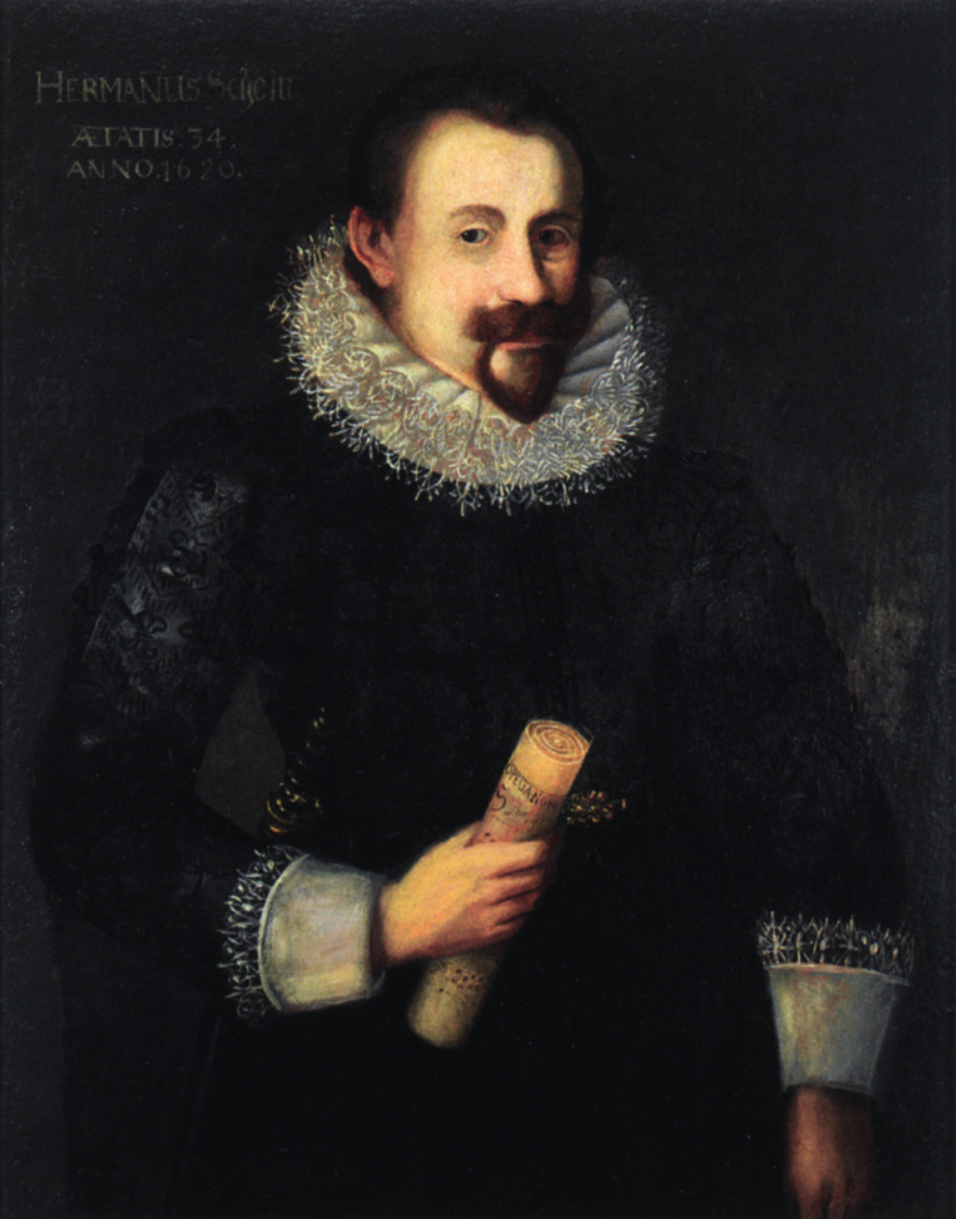
Johann Hermann Schein

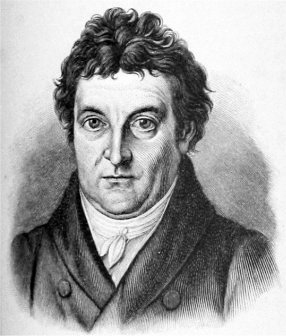
Johann Gottlieb Fichte

#### Bis 18. Jahrhundert
- Valentin Thau (1531–1575), Mathematiker, Astronom, Jurist
- Justin Bertuch (1564–1626), Pädagoge
- Erhard Bodenschatz (1576–1636), Theologe, Komponist
- Johannes Kromayer (1576–1643) Theologe und Schulreformator Thüringens
- Johann Hermann Schein (1586–1630), Dichter, Komponist, Thomaskantor
- Tobias Michael (1592–1657), Komponist, Thomaskantor
- Andreas Kunad (1602–1662), Pädagoge, Theologe
- Johann Georg Graevius (1632–1703), Philologe
- Johann Andreas Kunad (1638–1693), evangelischer Theologe
- Heinrich Linck (1642–1696), Rechtswissenschaftler und Hochschullehrer
- Peter von Lengerke (1651–1709), Jurist und Hamburger Bürgermeister
- Friedrich Wilhelm Leyser (1658–1720), Rechtsgelehrter
- Erdmann Neumeister (1671–1756), Theologe, Dichter
- Jacob Paul von Gundling (1673–1731), Historiker, Präsident der Königlich-Preußischen Akademie der Wissenschaften
- Johann Christian Schöttgen (1687–1751), Historiker, Pädagoge
- Johann August Ernesti (1707–1781), Theologe, Rektor der Thomasschule
- Johann Friedrich Hoffmann, (1710–1759), Jurist, Bergrichter und Bürgermeister in der Amtsstadt Sangerhausen
- Johann Adam Löw (1710–1775), evangelischer Geistlicher
- Karl Gotthelf Müller (1717–1760), Rhetoriker, Dichter und lutherischer Theologe
- Johann Gottlob Böhme (1717–1780), Historiker
- Johann Elias Schlegel (1719–1749), Dichter
- Johann Adolf Schlegel (1721–1793), Theologe, Dichter
- Friedrich Gottlieb Klopstock (1724–1803), Dichter
- Friedrich Anton von Heynitz (1725–1802), Gründer der Bergakademie Freiberg
- Karl Gottlob Leisching (1725–1806), Theologe
- Carl Wilhelm Müller (1728–1801), ab 1778 mehrfach Bürgermeister der Stadt Leipzig
- Johann Carl Friedrich von Brause (1729–1792), Theologe
- Johann Ludwig Avenarius (1735–1805), Jurist in preußischen Diensten
- Joachim Wilhelm von Brawe (1738–1758), Dramatiker
- Heinrich Ulrich Erasmus von Hardenberg (1738–1814), Salinendirektor
- Johann Friedrich Scheuchler (um 1740–1791), Geheimer Finanzrat in Dresden
- Karl Heinrich Geisler (1742–1789), Rechtswissenschaftler
- Paul Friedrich Achat Nitsch (1754–1794), Schriftsteller und Geistlicher
- Friedrich Wilhelm Döring (1756–1837), Altphilologe
- Friedrich Christian Schlenkert (1757–1826), Schriftsteller
- Karl August Böttiger (1760–1835), Philologe
- Christoph Wilhelm Mitscherlich (1760–1854), Philologe
- Johann Gottlieb Fichte (1762–1814), Philosoph
- Adolf Friedrich Nolde (1764–1813), Mediziner und Hochschullehrer
- Karl Gottlob Sonntag (1765–1827), Generalsuperintendent von Livland
- Johann Gottfried Steinhäuser (1768–1825), Physiker, Mathematiker, Montanist und Jurist
- August Wilhelm Zachariä (1769–1823), Lehrer und Flugpionier
- Heinrich Karl Eichstädt (1771–1848), Philologe
- Ernst Friedrich Pfotenhauer (1771–1843), Rechtswissenschaftler
- Karl Heinrich Gottfried Lommatzsch (1772–1834), Superintendent in Annaberg
- Adolf Müllner (1774–1829), Schriftsteller
- Albrecht Heinrich Matthias Kochen (1776–1847), evangelischer Theologe und Geistlicher
- Johann Friedrich Röhr (1777–1848), Theologe, Generalsuperintendent
- Christian Gottlob Großmann (1783–1857), Theologe
- August Ludwig Gottlob Krehl (1784–1855), Theologe
- Friedrich von Thiersch (1784–1860) Philologe, Pädagoge
- Johann von Charpentier (1786–1855), Geologe
- Johann August Jacobs (1788–1829), Philologe und Hochschullehrer
- Johann Ernst Stapf (1788–1860), Arzt und Homöopath
- Friedrich Matthias Jacobus Claudius (1789–1862), Verwaltungsjurist
- August Ferdinand Möbius (1790–1868), Mathematiker, Astronom
- Ernst Meyer (1791–1858), Botaniker
- Friedrich Köster (1791–1878), Theologe
- Bernhard Thiersch (1793–1855), Pädagoge, Dichter des Preußenliedes
- Heinrich Eduard Schmieder (1794–1893), Theologe, Ehrenbürger von Wittenberg
- Johann Karl Thilo (1794–1853), Theologe und Hochschullehrer
- Christian Gottfried Ehrenberg (1795–1876), Zoologe, Mikrobiologe
- Karl Gustav Hesse (1795–1851), Mediziner und Schriftsteller
- Leopold von Ranke (1795–1886), Historiker
- August Ferdinand Axt (1796–1855), Theologe
- Ernst August Carus (1797–1854), Chirurg
- August Wilhelm Hedenus (1797–1862), Arzt und Schriftsteller
- Friedrich August von Ammon (1799–1861), Mediziner
- Theodor Kind (1799–1868), Neogräzist und Jurist
- Franz von Gaudy (1800–1840), Dichter
- Ernst Ortlepp (1800–1864), Dichter

#### 19. Jahrhundert

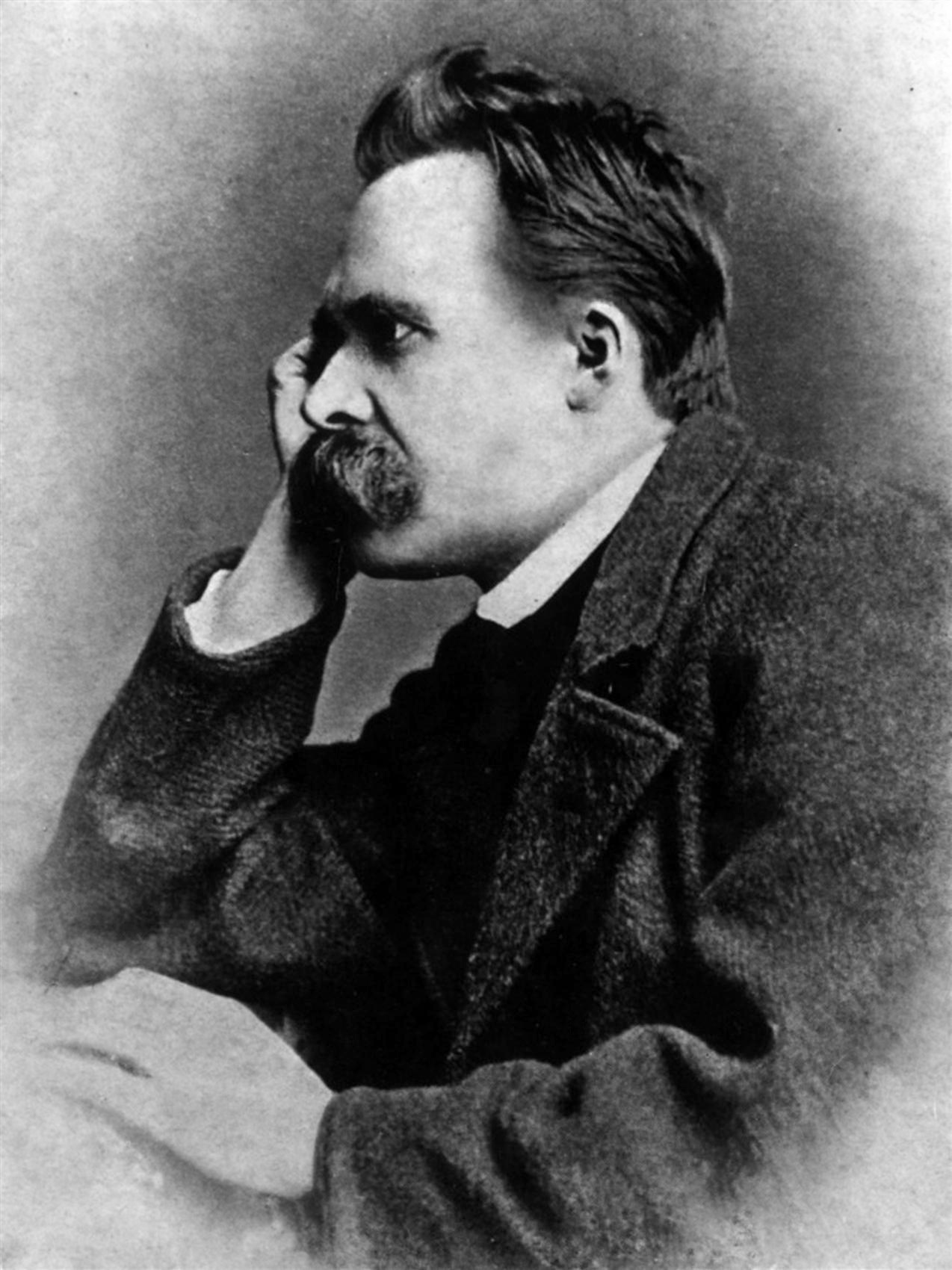
Friedrich Nietzsche

- Gustav Biedermann Günther (1801–1866), Chirurg und Hochschullehrer
- Carl Gottschalck (1801–1868), deutscher Verwaltungsjurist und Politiker
- Adolf Heinrich Gräser (1801–1879), Theologe und Politiker
- Ernst Theodor Echtermeyer (1805–1844), Schriftsteller
- Otto Theodor von Manteuffel (1805–1882), preußischer Ministerpräsident
- Albert von Holleuffer (1806–1874), Staatsminister im Fürstentum Schwarzburg-Sondershausen sowie Landrat zweier Landkreise
- Heinrich Hoffmann (1809–1894), Psychiater, Autor des Struwwelpeter
- Karl Richard Lepsius (1810–1884), Ägyptologe
- Otto Ludwig Krug von Nidda (1810–1885), Geologe
- Hermann von Werthern (1811–1861), Landrat
- Bruno Hildebrand (1812–1878), Nationalökonom
- Theodor Adler (1813–1883), Altphilologe
- Alexander von François (1813–1861), Verwaltungsjurist
- Hermann Bonitz (1814–1888), Philologe, Schulreformer
- Hans Hugo von Kleist-Retzow (1814–1892), preußischer Politiker
- August von Ende (1815–1889), preußischer Beamter und Politiker
- Georg Graf von Werthern-Beichlingen (1816–1895), preußischer Diplomat
- Julius Störzel (1817–1902), Schüler 1833–1837, mecklenburgischer Jurist
- Wolfgang Maximilian von Goethe (1820–1883), Publizist, Enkel des Dichters
- Julius von Voigts-Rhetz (1822–1904), General
- Otto Blau (1828–1879), Orientalist, Konsul
- Rudolf Schirmer (1831–1896), Mediziner
- Bernhard Rogge (1831–1919), Theologe, preußischer Hofprediger
- Hans Heinrich XI. von Hochberg (1833–1907), General der Kavallerie, Montanindustrieller und Standesherr
- Richard Breslau (1835–1897), Oberbürgermeister von Erfurt
- Hugo Hanke (1837–1897), Baumeister und Bauunternehmer
- Georg Stoeckert (1843–1894), Autor und Pädagoge
- Carl von Gersdorff (1844–1904), Majoratsherr, Freund Nietzsches
- Friedrich Wilhelm Nietzsche (1844–1900), klassischer Philologe und Philosoph
- Paul Deussen (1845–1919), Indologe
- Wolf von der Lancken (1845–1920), Verwaltungsjurist, Landdrost in Mecklenburg
- Franz Emil Jungmann (1846–1927), klassischer Philologe und Pädagoge
- Karl Rabe von Pappenheim (1847–1918), Politiker, Präsident des Provinziallandtags der Provinz Hessen-Nassau
- Ulrich von Wilamowitz-Moellendorff (1848–1931), klassischer Philologe
- Maximilian von Voß (1849–1911), Gutsherr, Verwaltungsjurist, Landrat und Abgeordneter im Königreich Preußen
- Albrecht Wagner (1850–1909), Anglist
- Otto von Plüskow (1852–1925), General
- Erich Schmidt (1853–1913), Germanist
- Erich von Gündell (1854–1924), General
- Theobald von Bethmann Hollweg (1856–1921), Politiker, Reichskanzler
- Karl Lamprecht (1856–1915), Historiker
- Richard Stegemann (1856–1925), Ökonom und Handelskammer-Sekretär
- Wolfgang von Oettingen (1859–1943), Kunsthistoriker und Germanist, Direktor des Goethe- und Schiller-Archivs
- Hans Meyer (1858–1929), Geograph, Afrikaforscher
- Paul von Bistram (1861–1931), estländischer Kreismarschall
- Rudolf von Borries (1863–1932), General
- Karl Krall (1863–1929), Tierpsychologe
- Hans am Ende (1864–1918), impressionistischer Maler
- Sidney von Wöhrmann (1865–1939), Zoologe (Malakologe) und Paläontologe
- Georg Groddeck (1866–1934), Mediziner
- Fritz Hofmann (1866–1956), Chemiker
- Max Oehler (1875–1946), Archivar
- Siegfried Knak (1875–1955), evangelisch-lutherischer Theologe, Missionswissenschaftler und Hochschullehrer
- Erhard Hübener (1881–1958), Politiker
- Otto Heipertz (1884–1954), Jurist und Politiker
- Karl Wernecke (1885–1945), Kommunalpolitiker und Oberbürgermeister von Stendal
- Hellmut Ludwig Späth (1885–1945), Botaniker, Baumschulenbesitzer
- Wilhelm Harun-el-Raschid-Hintersatz (1886–1963), Offizier und SS-Standartenführer muslimischen Glaubens
- Otto Koehler (1889–1974), Zoologe, Ethnologe
- Johannes Müller (1889–1946), Nationalökonom und Statistiker
- Constantin von Dietze (1891–1973), Agrarwissenschaftler, Jurist, Volkswirt und Theologe
- Fritz Baade (1893–1974), Wirtschaftswissenschaftler und Politiker (SPD)
- Maximilian von Cossel (1893–1967), Offizier
- Rudolf Anthes (1896–1985), Ägyptologe
- Kurt Dietrich Schmidt (1896–1964), Kirchenhistoriker
- Friedrich Klaeber (1863–1954), Anglist

#### 20. Jahrhundert

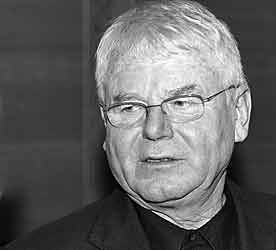
Berndt Seite

- Ernst Wilhelm Nay (1902–1968), Maler, Grafiker
- Erwin Hasselmann (1903–1994), Volkswirt, Genossenschafter, Publizist
- Joachim Meichßner (1906–1944), Oberst i. G., beteiligt am Attentat des 20. Juli 1944
- Günther Lützow (1912–1945), Jagdflieger
- Wolf von Niebelschütz (1913–1960), Schriftsteller
- Wolfgang Heipertz (1922–2013), Chirurg
- Werner Leich (1927–2022), Landesbischof der Evangelisch-Lutherischen Kirche in Thüringen (1978–1992)
- Kurt Dietmar Richter (1931–2019), Komponist, Dirigent
- Wolfdietrich von Kloeden (1932–2024), Theologe
- Peter Groeger (1933–2018), Schauspieler, Regisseur, Synchronsprecher
- Burkhard Böttger (1934–2015), Archäologe
- Achim Freyer (* 1934), Regisseur, Bühnenbildner, Maler
- Karlheinz Klimt (1934–2022), Biologe, freischaffender Puppenspieler, Drehorgelinterpret und Schriftsteller
- Ulrich Goerdten (* 1935) Schriftsteller, Bibliothekar, Verleger
- Christoph Demke (1935–2021), Theologe
- Karl-Heinz Priese (1935–2017), Ägyptologe
- Curt Becker (1936–2018), Politiker
- Frank Müller-Römer (* 1936), Ingenieur und Ägyptologe
- Helmut Brade (* 1937), Bühnenbildner, Plakatgestalter und Grafikdesigner
- Berndt Seite (* 1940), Tierarzt, Ministerpräsident des Landes Mecklenburg-Vorpommern
- Uwe-Jens Jürgensen (1941–2024), Internist
- Heinz-Jürgen Rothe (1946–2024), Professor für Arbeitspsychologie
- Jörg Stempel (* 1956), Unternehmer, langjähriger leitender Mitarbeiter des Plattenlabels Amiga
- Christian Carius (* 1976), Präsident des Thüringer Landtags
- Thomas Nathan Krüger (* 1986), Komponist

### Stolpersteine
Am Gebäude Schulstraße 12 wurden im Jahr 2009 zwei Stolpersteine zum Gedenken an zwei ehemalige Schüler der Landesschule Pforta verlegt:
- Joachim Meichßner (1906–1944) war der Sohn eines Pfarrers in Deutsch-Eylau. 1924 legte er das Abitur in Pforta ab und trat anschließend in die Offizierslaufbahn bei der Reichswehr ein. Ab 1937 diente er im Oberkommando des Heeres. Er war am gescheiterten Hitler-Attentat am 20. Juli 1944 beteiligt und wurde am 29. September 1944 in Berlin-Plötzensee hingerichtet.
- Hellmut Späth (1885–1945) war der Sohn des Botanikers und Baumschulbesitzers Franz Späth. 1912 übernahm er in sechster Generation die traditionsreiche Baumschule Späth von seinem Vater. Wegen „Umgangs mit Juden und versteckter Hetz- und Wühlarbeit gegen Deutschland“ wurde er 1943 verhaftet und später im KZ Sachsenhausen interniert, wo er am 15. Februar 1945 ermordet wurde.

## Varia
- Im kleinen Dachreiter des Hauptgebäudes der Schule hängt die sogenannte Keilglocke mit Schlagton gis″, 1912 vom Bochumer Verein für Gusstahlfabrikation gegossen. Sie wird bis heute nach dortiger Tradition genutzt: Der sogenannte Keildienst, der aus Schülern der 9. Klasse besteht, läutet sie täglich zu festen Zeiten. So strukturiert sie – vom Wecken über die erste Schulstunde bis zur Nachtruhe –  jeden Tag an der Landesschule Pforta.[27]
- Seit 1949 ist Mädchen der Schulbesuch möglich. Vor 70 Jahren – Mädchen in Schulpforta. Das Ende einer Männerwelt lautete daher am 8. März 2019 das Thema im Besucherzentrum in Schulpforte.[28]
- Johann Gottfried Borlach, kurfürstlich-sächsischer Bergrat und Gründer der Arterner, der Kösener und der Dürrenberger Saline, wurde 1768 auf dem Friedhof der 1543 begründeten Landesschule Pforta beerdigt.[29]